# Melsonby-skatten
Melsonby-skatten er en samling af hundredevis af genstande fra jernalderen, der blev fundet på en mark nær Melsonby i North Yorkshire, England. Detektorføreren Peter Heads rapporterede fundet i december 2021, hvilket ledte til at Durham University foretog en arkæologisk udgravning af området i 2022. Udgravningerne blev gennemført med hjælp fra British Museum og økonomisk støtte fra Historic England. Fundet blev offentliggjort med en annonceren 25. marts 2025, hvor en del af genstandene også kom i en midlertidig udstilling på Yorkshire Museum i York.

## Beskrivelse
Arkæologer der deltog i udgravningerne beskrev fundet som værende af international vigtighed og det største fund af metalgenstande fra jernalderen nogensinde i Storbritannien. Genstandene blev nedlagt i det første århundrede efter år 0, omkring samme tidspunkt som romerne erobrede det sydlige Storbritannien. Fundstedet ligger tæt på Stanwick jernaldervoldsted, der er et voldsted som fungerede som hovedstad for Cartimandua, dronninger over Briganter-stammen.
Blandt de mere end 900 genstande der var blevet fundet i marts 2025 er resterne af to dekorerede kedler, tre ceremonielle spyd, et spejl i jern, personlige smykkegenstande, dekorerede seletøj og bid til heste og 28 hjul som stammer fra både fire- og tohjulede stridsvogne, mindst syv i alt. I marts 2025 var en stor del af genstandene stadig rustet sammen og skulle stadig pilles fra hinanden og identificeres. Materialerne i genstandende inkluderer jern, kobberlegeringer, glas, emalje og koral fra Middelhavet. En af kedlerne, sandsynligvis til at fremstillet vin, viser en blanding af middelhavs- og jernalderdekoration. Mange af genstandene menes at være blevet bevidst ødelagt eller brændt inden de blev begravet, hvilket viser at de har tilhørt en person med høj status, selvom der ikke er fundet menneskerester. Fundet bliver betegnet som "exceptionelt" og både antallet og variationen er udsædvanlig for jernalderens Storbritannien. Den viser sandsynligvis forbindelse mellem en magtfuld elite ikke blot i Storbritannien med personer i hele Europa og Romerriget.

### Udstilling
Yorkshire Museum indsamlede £500.000 til at købe fundet fra jordejere, så de kunne konservere og udstille den permanent.